# Rudolf Maresch
Rudolf Maresch (Viena, 25 de novembro de 1934) é um ex-ciclista austríaco. Competiu na prova de estrada (individual e por equipes) e na perseguição por equipes de 4 km em pista nos Jogos Olímpicos de Verão de 1956 em Melbourne.